# Lausanne épület
A Lausanne épület a Willamette Egyetem legrégebbi kollégiuma az Amerikai Egyesült Államok Oregon államának Salem városában. A Fred A. Legge által tervezett neogótikus épület 152 férőhelyes.
Névadója a metodisták egy hajója. Az 1980-as években felújították, 2002-ben pedig egy kisebb tűz ütött ki.

## Története
A Női Főiskola számára Thomas Van Scoy rektor 1880-ban megvásárolta Chloe Clark Willson, az iskola első oktatójának lakóházát. 1880–1881-ben a kollégium a Capital és Court utcák sarkáról a campus területére költözött és kibővült: ráépítettek egy emeletet, nyugati oldalán új épületszárnyat alakítottak ki és manzárdtetővel látták el. Később toronnyal és alagsorral bővült.
A kezdetben női kollégiumként szolgáló épületet az 1839-ben az USA-ba érkező Lausanne személy- és teherszállító hajóról nevezték el. A hajóval az országba érkező metodisták alapították 1842-ben az egyetem elődjét, az Oregon Institute-ot. 1909-ben a régi épület értékét ötezer dollárra becsülték; 1915-ben tűzbiztonsági kockázatok miatt bezárták, 1919-ben pedig lebontották.
Az új Lausanne épület 1919 novemberében kezdődő munkálataira negyvenezer dollárt különítettek el. A három szintes és pincés, 125 fő befogadóképességű létesítmény költségeit nyolcvanezer dollárra becsülték. 1920-ban az építkezés befejezésére, az 1919 decemberében leégett Waller épület újjáépítésére, valamint központi fűtés kialakítására százezer dolláros gyűjtőkampány indult. 1919 decemberére elkészültek a földmunkák és az alapozás. A 140 ezer dolláros beruházás 1920 novemberére készült el; az új épületben egy háromszobás egészségügyi részleget is kialakítottak.
1921-ben az épület berendezésére létrejött a Lausanne Céh, amely nevét 1925-ben a várossal való kapcsolat megerősítésére Town and Gownra változtatta. Miután a női kollégium lakói táncesteket szerveztek, ezeket az igazgatótanács 1922-ben betiltotta arra hivatkozva, hogy nyomást gyakorolnak azon hallgatókra, akik egyébként nem táncolnának.
A második világháborúban, 1943 júliusa és 1945 novembere között itt volt a haditengerészet képzőhelye. A hátsó oldalról 1950-ig, a Doney épület elkészültéig rálátás nyílt az amerikaifutball-pályára.
Az épületet a hallgatói önkormányzat 1883-ban jelölte a történelmi helyek jegyzékébe (úgy gondolták, hogy a Mississippitől nyugatra fekvő legrégebbi kollégium), de nem került be. 1985-ben kilencszázezer dolláros átalakítás kezdődött, melynek keretében cserélték a nyílászárókat, a padlóburkolatokat, a villamos vezetékeket, újrafestették a falakat, helyreállították a központi lépcsőt, valamint új tűzvédelmi elárasztórendszert építettek ki. A munkálatok kezdete előtt ötven panaszos hallgató a rektori hivatal elé vonult.
2002 szeptemberében egy felügyelet nélkül hagyott gyertya miatt a második emeleten tűz ütött ki, amely 125 ezer dolláros kárt okozott. Az egy szobára korlátozódó tüzet harminc percen belül megfékezték. 2003-ban a Doney épületben talált gyanús csomag miatt a Lausanne-t is kiürítették; a riasztás téves volt.

## Felszereltsége
A neogótikus épület alapja beton, falai kőből és téglából készültek, tetejét zsindely borítja. A keleti falon erkélyeket alakítottak ki. Ez az egyetem legrégebbi kollégiuma.
A 152 férőhelyes épületben közös használatú konyha, társalgó, valamint egyéb közösségi helyek is találhatóak. Szobáinak alapterülete és belmagassága nagy, ezért népszerű a hallgatók körében, a legtöbben ide jelentkeznek.

## Fordítás
- Ez a szócikk részben vagy egészben  a   Lausanne Hall című angol Wikipédia-szócikk ezen változatának fordításán alapul.  Az eredeti cikk szerkesztőit annak laptörténete sorolja fel. Ez a jelzés csupán a megfogalmazás eredetét és a szerzői jogokat jelzi, nem szolgál a cikkben szereplő információk forrásmegjelöléseként.